# ATC D09 – Gyógyászati kötszerek
Az ATC D09 – Gyógyászati kötszerek a gyógyszerek anatómiai, gyógyászati és kémiai osztályozási rendszerének (ATC) egyik alcsoportja.
| ATC D   | Bőrgyógyászati készítmények                                              |
| ------- | ------------------------------------------------------------------------ |
| ATC D01 | Gombás fertőzések elleni bőrgyógyászati szerek                           |
| ATC D02 | Bőrlágyító- és védőanyagok                                               |
| ATC D03 | Sebek és fekélyek kezelésére használt készítmények                       |
| ATC D04 | Viszketés elleni szerek, beleértve: antihisztaminok, érzéstelenítők stb. |
| ATC D05 | Pszoriázis elleni szerek                                                 |
| ATC D06 | Antibiotikumok és kemoterapeutikumok bőrgyógyászati használatra          |
| ATC D07 | Kortikoszteroidok, bőrgyógyászati készítmények                           |
| ATC D08 | Antiszeptikumok és fertőtlenítők                                         |
| ATC D09 | Gyógyászati kötszerek                                                    |
| ATC D10 | Acne elleni készítmények                                                 |
| ATC D11 | Egyéb bőrgyógyászati készítmények                                        |

## D09A 	Gyógyászati kötszerek

### D09AA 	Fertőzés elleni szereket tartalmazó kenőcsös kötszerek
| D09AA01 | Framicetin            | Framycetin              | Framycetini sulfas                                                                         |
| D09AA02 | Fuzidinsav            | Fusidic acid            | Acidum fusidicum                                                                           |
| D09AA03 | Nitrofurál            | Nitrofural              | Nitrofuralum                                                                               |
| D09AA04 | Fenil-higany-nitrát   | Phenylmercuric nitrate  |                                                                                            |
| D09AA05 | Benzododecinium       | Benzododecinium         |                                                                                            |
| D09AA06 | Triklozán             | Triclosan               |                                                                                            |
| D09AA07 | Cetil-piridinium      | Cetylpyridinium         | Cetylpyridinii chloridum                                                                   |
| D09AA08 | Alumínium-klorohidrát | Aluminium chlorohydrate |                                                                                            |
| D09AA09 | Povidon-jód           | Povidone-iodine         | Povidonum iodinatum                                                                        |
| D09AA10 | Kliokinol             | Clioquinol              | Clioquinolum                                                                               |
| D09AA11 | Benzalkonium          | Benzalkonium            | Benzalkonii chloridum                                                                      |
| D09AA12 | Klórhexidin           | Chlorhexidine           | Chlorhexidini diacetas, Chlorhexidini digluconatis solutio, Chlorhexidini dihydrochloridum |
| D09AA13 | Jodoform              | Iodoform                |                                                                                            |

### D09ABCinkpólya
D09AB01 Cinkpólya kiegészítők nélkül
D09AB02 Cinkpólya kiegészítőkkel